# Claude-André Fressenel
Claude-André Fressenel (4 septembre 1759 à Annonay - 1er février 1810 à Paris) est un avocat et homme politique français.

## Biographie
Claude-André Fressenel naquit le 4 septembre 1759 à Annonay, dans le Vivarais. Il était le fils d'André de Fressenel, écuyer, et de Catherine Ollier.
Avocat à Annonay, il fut élu député de l'Ardèche à l'Assemblée législative le 7 septembre 1791. 
Le 23 germinal an V, il fut élu par le même département député au Conseil des Cinq-Cents. 
Le 9 germinal an VIII, il fut nommé conseiller de préfecture, et, le 22 prairial de la même année, juge au tribunal civil de Tournon. 
Avocat au conseil d'État le 8 juillet 1806, il fut élu, par le Sénat conservateur, député de l'Ardèche au Corps législatif, le 2 mai 1809.
Il meurt le 1er février 1810 à Paris.

## Sources
- « Claude-André Fressenel », dans Adolphe Robert et Gaston Cougny, Dictionnaire des parlementaires français, Edgar Bourloton, 1889-1891 [détail de l’édition]
- « Fressenel, député d'Annonay », dans Paul d'Albigny (dir.), Revue historique, archéologique, littéraire et pittoresque du Vivarais illustrée : publiée avec le concours d'un groupe d'écrivains ardéchois, Tome II, Paris, Dumont, 1894, p.317-319 (lire en ligne).